# Swanton (Maryland)
Swanton es un lugar designado por el censo ubicado en el condado de Garrett en el estado estadounidense de Maryland. En el año 2010 tenía una población de 58 habitantes y una densidad poblacional de 156.3 personas por km².

## Geografía
Swanton se encuentra ubicado en las coordenadas 
39°27′32″N 79°13′51″O / 39.45889, -79.23083